# Israel Lazo Julca
Israel Tito Lazo Julca es un empresario y político fujimorista peruano. 
Nació en Huancayo el 8 de octubre de 1958. Cursó sus estudios primarios en la escuela N° 31507 y los secundarios en el Politécnico Regional del Centro, ambos en Huancayo. Entre 1982 y 1989 realizó estudios de Derecho en la Universidad Nacional Mayor de San Marcos sin terminar la carrera. Desde entonces se dedicó a la actividad privada en la ciudad de Huancayo.
Se presentó a las elecciones municipales del 2010 como candidato a regidor provincial de Huancayo por el partido Fuerza 2011 sin obtener la representación. El 2016 fue candidato del partido Fuerza Popular para congresista por Junín obteniendo la representación con 16,566 votos preferenciales. Tras la disolución del Congreso decretado por el presidente Vizcarra su cargo congresal llegó a su fin el 30 de septiembre de 2019.